# Orgel der Rysumer Kirche

Blick auf die Orgelempore

Die Orgel der Rysumer Kirche gilt als das älteste in seinem Pfeifenbestand weitgehend erhaltene Instrument dieser Art in Nordeuropa und als eine  der ältesten spielbaren Orgeln der Welt. Sie  geht in ihrem Grundbestand auf die Zeit um 1440 oder 1457 zurück und verfügt über sieben Register auf einem Manual. Im Rahmen der Restaurierung im Jahr 1959/1960 durch Ahrend & Brunzema wurden verlorene Register rekonstruiert und das spätgotische Gehäuse wiederhergestellt. Wesentliche Teile des Gehäuses und des Pfeifenbestandes sind erhalten.

## Baugeschichte

### Neubau um 1440 oder 1457
In der Mitte des 15. Jahrhunderts wurde wahrscheinlich von Meister Harmannus aus Groningen, der auch mit der Orgel der Groninger Martinikerk um 1440 in Verbindung gebracht wird, eine Orgel für Rysum erbaut. Nach der Emder Handschrift der Friesenchronik des Eggerik Beninga wurde sie von den Rysumer Bauern mit ihren zehn besten Rindern bezahlt. Eine Erlaubnis für den Viehtransport über die Ems musste vorher schriftlich eingeholt werden.

„In dusser tyt hebben de pastoer und karckszwaren to Rysum dorch eine schrifft van olde Imell, to Oesterhuusen und Grymersum hoeftlingk, begeret, datt he ohne wulde voergunnen, datt se ere vette beeste aver de Eemse na Gröninghen muchten laten schepen, darmede se ere schulde muchten betalen to Gröningen, wegen des örgels, datt se daer hadden maken laten.“

„In dieser Zeit haben der Pastor und die Kirchengeschworenen zu Rysum durch eine Schrift von Olde Imell, Häuptling zu Osterhusen und Grimersum, erbeten, dass er ihnen erlauben möge, ihre fetten Rinder über die Ems nach Groningen überschiffen zu dürfen, um ihre Schulden in Groningen zu bezahlen, wegen der Orgel, die sie dort hatten anfertigen lassen.“

Der Eintrag in der Chronik wurde bisher auf das Jahr 1457 datiert, da er zwischen anderen Ereignissen aus den Jahren 1458 und 1457 steht, macht selbst aber nur eine vage chronologische Angabe (in dieser Zeit) und könne nach Hajo van Lengen auch aus anderen Gründen an diese Stelle platziert worden sein. Olde Immel starb bereits im Jahr 1456. Ab Mitte der 1430er Jahre war er auf der Flucht und erhielt erst 1450 von Graf Ulrich I. sein Amt als Häuptling zurück. Ohne Herrschaft setzte er sich auf seinem Erbgut zur Ruhe und hätte von den Rysumern in den 1450er Jahren nicht um Erlaubnis gefragt werden müssen. Für das Schreiben der Rysumer kommt nur der Zeitraum von 1441 bis Anfang 1445 in Betracht, als Immel als Seeräuber zusammen mit dem Rysumer Häuptling Brunger II. die Ems unsicher machte. Dies alles macht eine Datierung des Orgelbaus um das Jahr 1440 wahrscheinlich. Nähere Hintergründe des Orgelbaus in Groningen und der Aufstellung in Rysum sind bisher nicht bekannt. Das verwendete Blei für die Orgelpfeifen stammt vermutlich aus dem Harz.
Ursprünglich stand das Instrument auf einem Lettner im Chorraum. Für die Errichtung einer Orgel bestand im ausgehenden Mittelalter keine musikalische Notwendigkeit, da ihr keine tragende Bedeutung in der Liturgie zukam und sie vor dem 17. Jahrhundert nicht zur Begleitung des Gemeindegesangs eingesetzt wurde. Stattdessen erfüllte sie für die führenden Vertreter des agrarischen Gemeinwesens, die den Bau finanziert hatten, eine repräsentative Funktion und gehörte „in ein Klima zugleich intensivierter Frömmigkeit wie einem wachsenden Selbstbewusstsein der Kirchenglieder gegenüber dem Klerus.“ Wann genau das Werk auf die Westempore umgesetzt wurde, ist unklar.
Das spätgotische Instrument scheint zweigeteilt gewesen zu sein und verfügte über ein Diskant-Blockwerk mit einem vollen chromatischen Tonumfang H–f2 (31 Tasten) und über ein Basswerk, dessen Pfeifen im Prospekt mit den originalen Mensuren erhalten geblieben sind. Dieses Basswerk besaß eine eigene Windlade und konnte wahrscheinlich über eine separate Klaviatur angespielt werden (in gotischer Zeit in der Regel mithilfe eines Pedals). Im Diskantwerk konnte entweder nur der sichtbare Praestant auf einer eigenen Prospektlade oder das volle Werk mit allen Pfeifenreihen unterschiedlicher Mensur auf der Hinterlade („Hintersatz“) gespielt werden. Der Tonumfang von zweieinhalb Oktaven weist auf eine frühe Zeit, da ab dem 17. Jahrhundert vier Oktaven üblich waren.

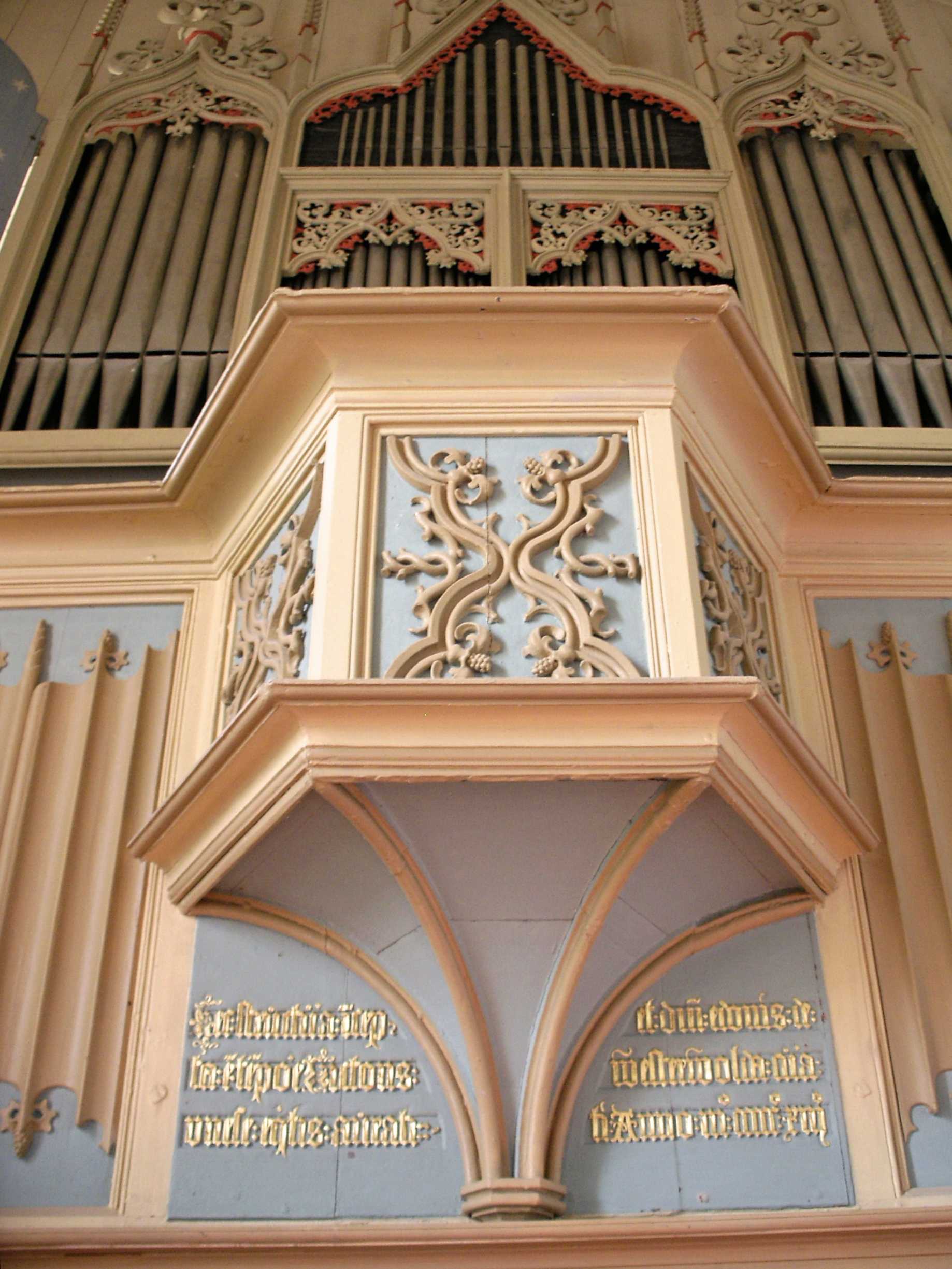
Organistenkanzel mit Inschrift

Im Jahr 1513 wurde in die Empore eine Organistenkanzel eingebaut und auf einer Inschrift mit gotischen Minuskeln diese Jahreszahl angegeben. Möglicherweise ist die Orgel ebenfalls in dieser Zeit umgebaut worden. Dendrochronologischen Untersuchungen zufolge stammen die erhaltenen Reste der Flügeltüren aus Eichenholz, das 1480 im Baltikum geschlagen wurde, was nahelegt, dass sie während der Umbaumaßnahmen der Empore an die Orgel angebracht wurden. Die lateinische Inschrift nennt neben dem Namen des Stifters, Victor Frese († 1527), der Häuptling und Patronatsherr über Rysum, Campen und Loquard war, den Namen des zuständigen Geistlichen, Edo Eissink, der von 1513 bis 1554 Pastor in Rysum war und den Wechsel zur Reformation vollzog:

„Hec structura incepta est tempore Victoris Vrese equitis aurati et domini Edonis de Westerwolda curati. Anno m ccccc xiii.“

„Dieses Bauwerk ist eingeweiht worden zur Zeit des goldgeschmückten Ritters Victor Vrese und des Herrn Edo aus Westerwold, Geistlicher. Im Jahr 1513.“

### Reparaturen und Umbauten
Reparaturen sind 1680 durch Joachim Kayser und 1689 bis 1699 durch Valentin Ulrich Grotian belegt. Spätestens im ausgehenden 17. Jahrhundert, vielleicht schon 1513, vollzog die Orgel einen Wandel von einem Blockwerk zu einem Instrument mit Schleifladen, das den Bedürfnissen der Begleitung des Gemeindegesangs Rechnung trug. Dass Kayser für sieben gedrehte Registerknöpfe bezahlt wurde, setzt eine entsprechende Windlade voraus, mit der die Pfeifenreihen separat gespielt werden konnten. 1736–1738 nahm Matthias Amoor, der möglicherweise bei Arp Schnitger gelernt hatte, einen Umbau vor und verwendete einen Teil der Flügeltüren als Abdeckung des Orgelgehäuses und des Balgkastens. In diesem Zuge ersetzte Jacob Tÿlman die Flügeltüren durch barockes Schnitzwerk. Das Instrument erhielt eine neue farbliche Fassung. Zudem erweiterte Amoor den Tonumfang auf CDEFGA-g2a2 (also 41 Tasten mit kurzer Oktave und nun beim tiefen C statt H beginnend) und ergänzte ein angehängtes Pedal. Alte Pfeifen arbeitete er in ein Gedackt um. Ob er weitere Änderungen der Disposition vornahm (die im Laufe späterer Umbauten verloren gingen) oder ob die sieben alten Register bis 1941 erhalten blieben, ist nicht eindeutig zu ermitteln. Der Grundbestand der Pfeifen blieb in jedem Fall erhalten und (möglicherweise aus Geldmangel) vor stärkeren Eingriffen verschont. Von 1764 bis 1786 war Dirk Lohman für die Wartung und Pflege zuständig. 1790/1791 führte Johann Gottfried Rohlfs eine Reparatur durch. Johann Friedrich Wenthin reparierte 1792/1793 die Orgel; er und sein Sohn Joachim Wenthin hatten die Wartung bis 1812 inne. Von Wilhelm Caspar Joseph Höffgen ist für 1819/1820 eine Reparatur nachgewiesen. Abbe Oltmanns versah die Pflege von 1829 bis 1844. Die Orgelbauerfamilie von Gerd Sieben Janssen übernahm von 1848 bis 1910 die Wartungsarbeiten. 1867/1868 wurde das Gehäuse oben verkürzt, weil in die Kirche eine neue Decke eingezogen wurde. Auf Johann Diepenbrock geht wahrscheinlich die Erneuerung der Klaviatur und der Registerzüge zurück (1880/1890). Zwischen 1910 und 1920 versahen P. Furtwängler & Hammer die Jahrespflege, anschließend bis 1939 Max Maucher und bis 1952 Karl Puchar. Verschiedene Gutachten über den Zustand der Orgel führten zu unterschiedlichen Einschätzungen; teilweise wurde ein Abriss der Orgel befürwortet:

„Die Orgel ist sehr alt und vollständig verbraucht. Irgend eine Verbesserung durch eine Reparatur ist ausgeschlossen. Wie lange das Werk noch zu benutzen ist, ist nicht bestimmt anzugeben, da das hohe Alter derselben einen plötzlichen Zusammenbruch herbeiführen kann.“

### Restaurierungen

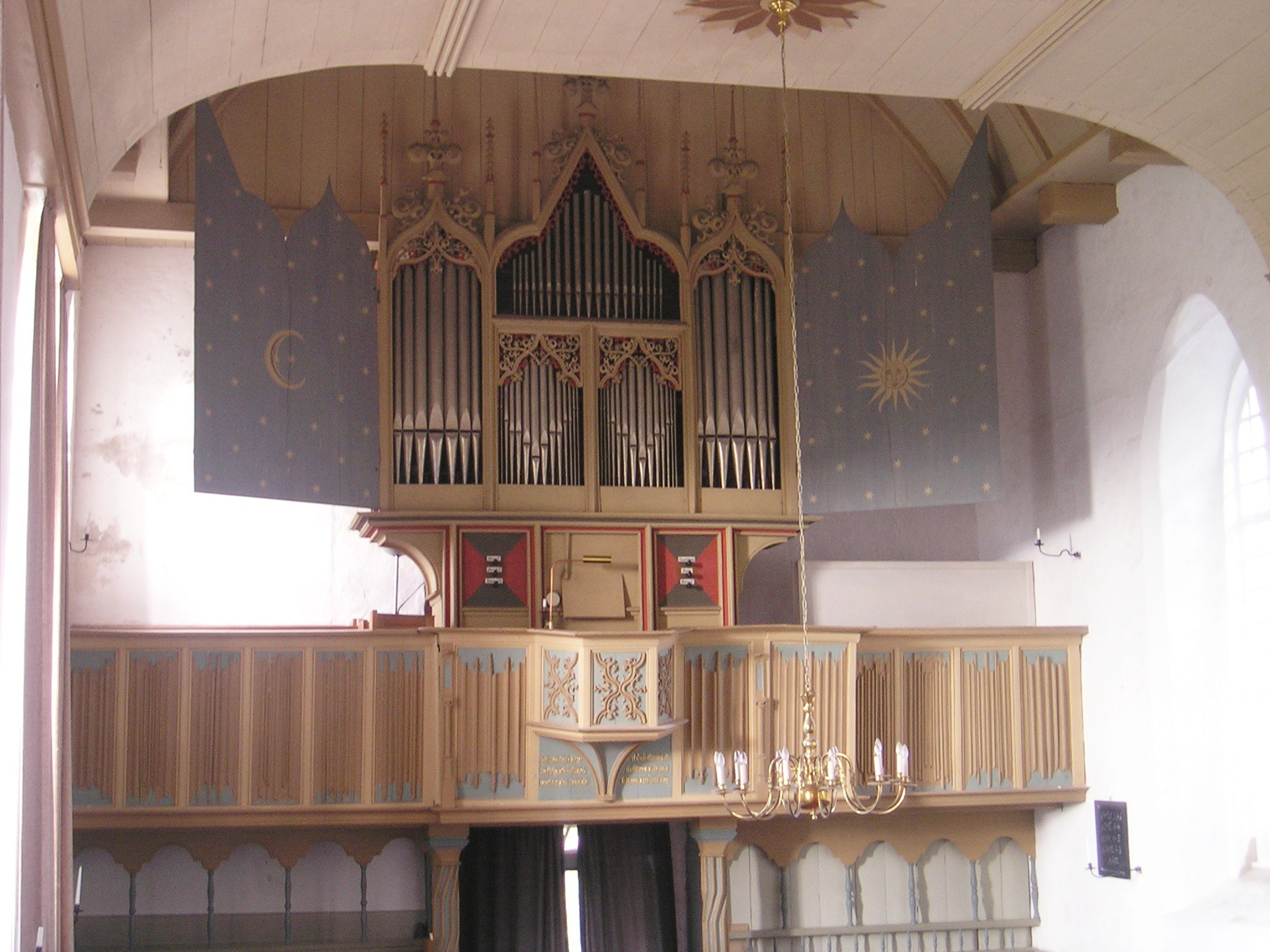
Restaurierter Zustand im Jahr 2006 vor der Kirchenrenovierung

1941 restaurierte Karl Puchar aus Norden die Orgel auf nicht sachgemäße Weise und ersetzte drei Register durch Fabrikpfeifen. Er erneuerte die Pedalklaviatur und richtete in der Bassoktave der Manualklaviatur die fehlenden Töne Cis, Dis, Fis und Gis ein. Bereits wenige Jahre später verschlechterte sich der Zustand des Instruments zusehends, sodass zwischen 1947 und 1954 etliche Gutachten über den Zustand der Orgel eingeholt wurden.
1959/1960 fand eine umfassende Rekonstruktion durch Ahrend & Brunzema statt, die auch die Wiederherstellung des Gehäuses mit seinen spitzbogigen Pfeifenfeldern einschloss. Beratend stand Cornelius H. Edskes als Organologe zur Seite. Ahrend rekonstruierte die Sesquialtera, Mixtur und die Trompete aus gehämmertem Blei und legte wieder die terzenreine mitteltönige Stimmung an. Ein Stück der heruntergezogenen Decke wurde entfernt, der spätgotische Prospekt freigelegt und das bekrönende Feld mit hölzernen Blindpfeifen und das fehlende Schnitzwerk aus Fialen, Kreuzblumen und Krabben durch Bildhauer Grummer wiederhergestellt. Die seit dem 18. Jahrhundert entfernten Flügeltüren wurden anhand der vorhandenen Reste seitlich ergänzt, ebenso der größtenteils verstümmelte Fassadenabschluss. Die barocken Verzierungen gingen vermutlich bei Aufräumarbeiten in der Kirche verloren. Das später eingebaute Pedal wurde entfernt und die Manualklaviatur, Traktur, Windlade und der Keilbalg in alter Bauweise rekonstruiert. Schließlich fand die Restaurierung mit der Fertigstellung der historischen Farbfassung ihren Abschluss.
Im Zuge einer aufwändigen Kirchenrestaurierung von 1996 bis 2009 wurde die Spiegeldecke aus dem 19. Jahrhundert entfernt, wodurch die Kirche mit Ausnahme der erhobenen Tonne über der Orgel wieder eine einheitliche mittelalterliche Balkendecke hat. Die Orgel wurde von Hendrik Ahrend gereinigt und die Prospektpfeifen neu mit Zinn foliiert. Winfried Dahlke vom Organeum untersuchte die Inskriptionen aller historischen Pfeifen wissenschaftlich und erstellte eine Dokumentation. Er konnte anhand der Inskriptionen bestätigen, dass der ursprüngliche Tonumfang von H bis f reichte.

## Beschreibung
Die Orgel in Rysum gehört zu den ältesten Orgeln der Welt. Während andere Orgeln durchaus ältere Bauteile beinhalten, ist die konsequent rekonstruierte gotische Prospektgestaltung in Rysum ohne Parallele. Der Grundbestand von vier Registern aus dicken, gehämmerten Bleipfeifen hat die Jahrhunderte weitgehend unbeschadet überstanden. Sie erzeugen einen dunklen Klang von großer Intensität. Die Prospektpfeifen weisen die typisch gotischen Spitzlabien auf. Nur die tiefsten Basspfeifen wurden im Zuge der Modernisierung des gotischen Blockwerks verlängert. Die tiefste Pfeife wiegt etwa 25 kg auf. Die heutige technische Anlage der Windladen und der Traktur sowie der größere Tonumfang spiegeln die Zeit der Renaissance wider. Ein rekonstruierter Hebel beim Spieltisch, mit dem der Prästant an- und abgeschaltet werden kann, macht die Transformation des Blockwerks zu einem Orgelwerk mit Schleifladen plausibel. Die anhand der erhaltenen Reste ergänzten und mit Sonne, Mond und Sternen bemalten Flügeltüren können vollständig geschlossen werden.
Der flach gestaltete Prospekt ist vierachsig nach dem Goldenen Schnitt konstruiert und mit gotischem Schnitzwerk verziert. Das reich profilierte Untergehäuse ist in drei Felder gegliedert, in deren beiden äußeren je drei Registerzüge angebracht sind. Das Motiv einer Sanduhr hinter den Registertafeln steht symbolisch für die Vergänglichkeit, während die gemalten Gestirne auf den Flügeltüren die himmlische Dimension darstellen. Die Bleipfeifen im Prospekt sind mit einer glänzenden Zinnfolie überzogen. Die äußeren beiden Pfeifenfelder mit je sieben Pfeifen enden in spätgotischen Kielbögen. Wegen der Symmetrie wurde im rechten Bassfeld eine stumme Pfeife eingebaut. Die beiden inneren Felder mit je 14 Pfeifen sind rechteckig und werden von einem Mittelfeld mit stummen Pfeifenattrappen überspannt, das ebenfalls von einem Kielbogen abgeschlossen wird. In diesem Feld könnten die 15 Pfeifen der beiden Oktavregister, die eine andere Bauweise als das Prinzipalregister aufweisen, ursprünglich als klingende Pfeifen gestanden haben.

## Disposition seit 1960
| Manual CDEFGA–g2a2 |    |    |
| Praestant          | 8′ | G  |
| Gedackt            | 8′ | G  |
| Octave             | 4′ | G  |
| Octave             | 2′ | G  |
| Sesquialtera II    |    | AB |
| Mixtur III–IV      |    | AB |
| Trompete           | 8′ | AB |

Anmerkungen
G = Gotisch (1442/1513)
AB = Ahrend & Brunzema (1960)

## Technische Daten
- Sieben Register, kein Pedal
- Traktur:
  - Tontraktur: Mechanisch
  - Registertraktur: Mechanisch
- Windversorgung:
  - Keilbalg
  - Winddruck: 70 mmWS
- Stimmung:
  - Höhe geringfügig über a1 = 440 Hz
  - Leicht modifizierte mitteltönige Stimmung

## Aufnahmen/Tonträger
- Orgelland Ostfriesland. 1989, Deutsche Harmonia Mundi, HM 939-2, CD (Harald Vogel in Norden, Uttum, Rysum, Westerhusen, Marienhafe, Weener: Werke von D. Buxtehude, C. Goudimel, Anonymus, J.P. Sweelinck, S. Scheidt, C. Paumann, A. Schlick, A. Ileborgh, P. Hofhaimer, H. Isaac, H.L. Hassler, G. Böhm, J.S. Bach).
- Orgellandschaften. Folge 4: Eine musikalische Reise zu acht Orgeln der Region Ostfriesland (Teil 1). 2013, NOMINE e. V., LC 18240 (Thiemo Janssen in Rysum, Osteel, Westerhusen, Marienhafe, Dornum und Agnes Luchterhandt in Uttum, Pilsum, Norden).
- Orgeln in Ostfriesland. Vol. 2. 1997, Organeum, OC-09602, CD (Harald Vogel in Rysum, Uttum, Norden, Marienhafe).
- Les plus belles orgues. 1994, Analekta Classics, AN 28216-7, 2 CD (Antoine Bouchard in Rysum, Osteel, Steinkirchen, Mittelnkirchen, Ganderkesee, Westerhusen, Dedesdorf.  Werke von Paumann, Susato, Sweelinck, Scheidemann, Bach u. a.).
- Windgesang. Orgeln, Wind und Verwandte: Weh, windgen, weh... Krumhörner Orgelklänge. 2012, Verlag der Ostfriesischen Landschaft (Winfried Dahlke in Rysum, Uttum, Westerhusen und Pilsum mit Werken von Ghizeghem, Lassus, Palestrina, Böddecker u. a.)
- Historische Orgelkunst in Ostfriesland. Fabian Records, CD 7116, 1984 (Rupert Gottfried Frieberger in Rysum, Uttum, Marienhafe, Westerhusen).
- A Late Mediaval Mass On The Rysum Organ. Lorenzo Ghielmi, Ensemble Biscantores. Passacaille, 2020.

## Hörbeispiele
- Harmanus Orgel in Rysum von 1457, YouTube-Video mit Erklärungen des Organisten Jan Hendrik Holzkämper
- Krummhörner Orgelfrühling: Rysum, YouTube-Video mit Erklärungen des Organisten Sietze de Vries
- Klangbeispiel Rysum: Orgel mit Glocke, Conrad Paumann: Redeuntes in mi aus dem Buxheimer Orgelbuch mit Harald Vogel
- Musik 2021